# Бросок с сиреной

Слева — американские игроки Макмиллен № 13 и Хендерсон № 6 преждевременно начинают празднование победы. Справа: Александр Белов № 14 забивает победный мяч сборной СССР одновременно с сиреной. На паркете лежит Джеймс Форбс № 10. Фотография Кларксон, Рич (Sports Illustrated)

Бросок с сиреной (англ. Buzzer beater, дословно — «бьющий сирену», по-русски — «бросок с сиреной») — бросок в баскетболе, совершённый непосредственно перед окончанием четверти и сопутствующим звуком сирены. Данный термин, в большинстве случаев, употребляется в отношении удачных бросков, приводящих команду к победе или переводящих игру в овертайм, но также может означать бросок в самом конце четверти или половины игры. Если игрок выпускает мяч из рук и звон сирены об окончании времени происходит в полёте мяча, точный бросок всё равно засчитывается. 
Довольно часто времени на подготовку последней атаки не хватает, отчего броски с сиреной совершаются с дальней дистанции, в том числе и со своей половины — случаи, когда мяч попадает в кольцо, довольно редки, поэтому всегда приводят болельщиков в восторг.

## Известные броски с сиреной в истории НБА
3 января 1984 года Джефф Мэлоун из «Вашингтон Буллетс» перевёл игру с «Детройт Пистонс» в овертайм трёхочковым попаданием, которое НБА признала одним из лучших бросков с сиреной в истории лиги. Ускорившись за мячом после неудобной передачи от партнёра, Мэлоун поймал его в нескольких сантиметрах от лицевой линии и отправил через верхний край щита точно в цель. Тем не менее, в овертайме «Буллетс» уступили.
7 мая 1989 года в 5-й игре первого раунда плей-офф между «Чикаго Буллз» и «Кливленд Кавальерс» легендарный атакующий защитник Майкл Джордан совершил одно из самых знаменитых попаданий в своей карьере, которое получило весьма простозвучное название — «The Shot» («Бросок»). Получив передачу из аута за 3 секунды до конца 4-й четверти, Джордан довёл мяч до штрафной линии и исполнил бросок в прыжке, который принёс «Чикаго Буллз» победу в матче и в серии.
29 мая 1997 года в 6-й игре финала Западной конференции между «Юта Джаз» и «Хьюстон Рокетс» разыгрывающий защитник «Юты» Джон Стоктон забил с трёхочковой дистанции при равном счёте на последней секунде матча, выведя свою команду в финал НБА.
20 декабря 2006 года Дэвид Ли принёс победу «Нью-Йорк Никс» во втором овертайме над «Шарлотт Бобкэтс» за рекордные 0,1 секунды. При равном счёте после навесной передачи из аута в сторону корзины соперников Ли одним касанием переправил мяч в кольцо.
26 марта 2007 года Рашид Уоллес на последних секундах поединка между «Детройт Пистонс» и «Денвер Наггетс» подобрал мяч после прерванного его партнёром паса соперников и за мгновение до сирены запустил его в кольцо «Наггетс» со своей половины площадки (примерно 18,5 метра). От щита мяч отскочил точно в корзину, и счёт сравнялся. В конце овертайма Рашид Уоллес реализовал ещё один важный трёхочковый, принеся победу своей команде.

## Победный бросок на Олимпийских играх
В финале мужского баскетбольного турнира мюнхенской Олимпиады 1972 года встречались сборные СССР и США. За 3 секунды до конца игры советские спортсмены уступали одно очко и вбрасывали мяч из-за своей лицевой линии. Иван Едешко отдал идеальный пас через всю площадку, а Александр Белов, выпрыгнув выше двух опекавших его американцев, принял мяч, приземлился и отправил его в корзину. Олимпийское золото впервые досталось советским баскетболистам.